# Xanthopimpla articulata
Xanthopimpla articulata är en stekelart som beskrevs av André Seyrig 1932. Xanthopimpla articulata ingår i släktet Xanthopimpla och familjen brokparasitsteklar. Inga underarter finns listade i Catalogue of Life.